# هيرمين رويس من غرايتس
هيرمين رويس من غرايتس (بالانجليزية: Hermine Reuss of Greiz) (بالألمانية: Hermine, Prinzessin Reuß zu Greiz) (مواليد: 17 ديسمبر عام 1887 - 7 أغسطس عام 1947) هي الزوجة الثانية للإمبراطور الألماني فيلهلم الثاني. تزوج الاثنان في عام 1922 بعد أربع سنوات من تنازله عن العرش. يُعدّ الإمبراطور فيلهلم زوجها الثاني؛ إذ توفي زوجها الأول، الأمير يوهان من شونايش كارولاث، في عام 1920.

## زواجها الأول
تزوجت الأميرة هيرمين في 7 يناير عام 1907 في مدينة غرايتس من الأمير يوهان جورج لودفيغ فرديناند أوغست من شونايش كارولاث (11 سبتمبر عام 1873 - 7 أبريل عام 1920).
أنجب الزوجان خمسة أطفال:
- الأمير هانز جورج هاينريش لودفيغ فريدريش هيرمان فرديناند من شونايش كارولاث (3 نوفمبر عام 1907 - 9 أغسطس عام 1943)، الذي تزوج من البارونة سيبيل فون زيدليتز أوند ليبي التي قُتلت في معركة الجبهة الشرقية خلال الحرب العالمية الثانية.
- الأمير جورج فيلهلم من شونايش كارولاث (16 مارس عام 1909 - 1 نوفمبر عام 1927)، توفي دون أن يتزوج.
- الأميرة هيرمين كارولين واندا إيدا لويز فيودورا فيكتوريا أوغست من شونايش كارولاث (9 مايو عام 1910 - 30 مايو عام 1959)، تزوجت من هوغو هربرت هارتونغ.
- الأمير فريدريش أوغست من شونايش كارولاث (5 أبريل عام 1913 - 17 أكتوبر عام 1973)، تزوج روز راوخ (1912-1987)، ثم البارونة مارغريت فون سيكندورف (1908-1991).
- الأميرة هنرييت هيرمين واندا إيدا لويز من شونايش كارولاث (25 نوفمبر 1918 - 16 مارس 1972)، تزوجت من حفيد فيلهلم الثاني، الأمير كارل فرانز من بروسيا (ابن الأمير يواكيم من بروسيا) في عام 1940، لكنها كانت تعاني من عدة مشاكل.

## زواجها من الإمبراطور السابق فيلهلم الثاني
في يناير عام 1922، أرسل ابن الأميرة هيرمين أمنيات عيد ميلاد إلى الإمبراطور الألماني المنفي فيلهلم الثاني، الذي بدوره دعا الصبي ووالدته إلى هويس دورن. لاحظ الإمبراطور فيلهلم جمال الأميرة هيرمين واستمتع كثيرًا بصحبتها. كان لدى الاثنين الكثير من القواسم المشتركة إذ كلاهما كان قد ترمل مؤخرًا: هيرمين منذ أكثر من عام ونصف وفيلهلم قبل تسعة أشهر فقط.
بحلول أوائل عام 1922، صمم فيلهلم على الزواج من هيرمين. على الرغم من تذمر أنصار فيلهلم المَلَكيين واعتراض أطفاله، فقد تزوج فيلهلم البالغ من العمر 63 عامًا من الأميرة هيرمين البالغة من العمر 34 عامًا في 5 نوفمبر من عام 1922 في هويس دورن. اشتبه طبيب فيلهلم، ألفريد هاينر، في أن هيرمين تزوجت من القيصر السابق فقط اعتقادًا منها أنها ستصبح إمبراطورة ذلك أنها أصبحت تشعر بالمرارة إذ كان من الواضح أن الأمر لن يحدث إطلاقًا. قبل فترة قصيرة من الذكرى السنوية الأولى لزواجهما، سجل هاينر صوت هيرمين وهي تخبره «كيف تصرف فيلهلم تجاهها بشكل متهور» وكيف ارتسمت على وجهه نظرات «كراهية شديدة» تجاهها. كان زوج هيرمين الأول يزيدها بأربعة عشر عامًا. كان فيلهلم وهيرمين أبناء عمومة ممن تم التخلي عنهم بسبب النسب المتبادل من لودفيغ التاسع (لاندغراف هسن-دارمشتات) وأيضًا أبناء عمومة من النسب المشترك من جورج الثاني ملك بريطانيا العظمى.
في عام 1927، كتبت هيرمين سيرتها الذاتية تحت عنوان إمبراطورة في المنفى: أيامي في دورن. اهتمت بإدارة ممتلكات هويس دورن من خلال إنشاء منظمة الإغاثة الخاصة بها، التي أبقتها على اتصال مع الدوائر المَلَكية والقومية في جمهورية فايمار. شاركت هيرمين أيضًا معاداة زوجها للسامية. ظلت رفيقة دائمة للإمبراطور المسن حتى وفاته في عام 1941. لم ينجب الزوجان أطفالًا.